# 적기 사건
적기사건(일본어: 赤旗事件 아카하타지켄[*])은 1908년(메이지 41년) 6월 22일 일본에서 발생한 사회주의자 탄압 사건이다.

## 배경
메이지 시대 일본에서는 노동환경 개선을 유도하고 노동조합기성회가 결성되는 등 사회운동이 고조되었다. 이에 정부는 1900년 치안경찰법을 제정해 운동의 규제에 나섰다. 1901년 5월 20일, 아베 이소오, 카타야마 센, 코토쿠 슈스이 등 6인을 발기인으로 일본 최초의 사회주의 정당 사회민주당이 결성되는데, 제4차 이토 내각은 사회민주당이 창당되자마자 바로 활동을 금지시켰다. 1900년 역시 아베 이소오 등이 설립한 사회주의자협회도 설립 4년 뒤 제1차 가쓰라 내각에게 해산의 쓰라림을 당했다.
1906년 1월 7일, 사이온지 긴모치가 총리대신에 취임, 제1차 사이온지 내각이 출범했다. 사이온지는 사회주의를 함부로 탄압하지 않고 온건파의 존재는 용인할 방침을 세웠다. 1월 28일 첫 합법 사회주의 정당 일본사회당이 결성되었다. 그러나 사회당은 폭력혁명을 주장하는 코토쿠 등의 "직접행동파"와 의회를 통한 합법적 정권 탈취를 주장한 카타야마 등의 "의회정책파"로 분열했다. 코토쿠의 강경파는 정부로부터 위협의 대상이 되었고 창당 1년만에 치안경찰법 위반에 따라 결사금지명령이 내려진다. 그런 가운데 1908년 6월 88일, 도쿄 간다의 영화관 금휘관에서 사회주의자 수십 명이 모여 야마구치 코켄의 출옥 환영회가 열렸다.
야마구치는 1907년 3월 봉건적 가족제도를 통렬하게 비판하는 논고 「부모를 걷어차라」를 『평민신문』 제59호에 기고했다가 신문지조례 위반혐의로 기소되어 3개월, 여죄 포함 1년 2개월 금고형에 처해져 이듬해 6월 18일 출옥했다. 이 사건으로 야마구치와 함께 투옥되었다가 먼저 출옥한 평민신문 편집자 이시카와 산시로는 자신의 출옥환영회를 직접행동파와 의회정책파가 따로따로 열었던 것에 느꼈던 환멸감으로 인해 양파에 야마구치의 환영회를 함께 열자고 제안했다. 강경, 온건 양 파의 대립은 여전했지만 당시 옥중에 있던 야마구치는 이 대립에 직접 관여하지 않았던 것도 있고 하여 양파의 합동 환영회가 실현된 것이다.

## 발생
6월 22일 오후(시각은 자료에 따라 다름) 환영회는 발기인 이시카와의 개회사로 시작되었다. 이어 사카이 토시히코 등이 인사를 하고 뒷풀이 여흥을 하고 저녁에 종료되었다. 그러나 산회 직전에 오스기 사카에, 무라키 겐지로, 오라하타 칸손 등 강경파들이 갑자기 붉은 바탕에 흰 글자로 "무정부공산주의", "사회혁명", "SOCIALISM"이라고 적힌 깃발들을 휘날리며 혁명가를 부르기 시작했다. 이시카와가 이를 제지하려 했으나 강경파는 따르지 않고 “무정부주의 만세”라고 절규하면서 영화관을 뛰쳐나갔다. 환영회 때문에 밖에서 진을 치고 있던 경찰은 강경파가 거리로 튀어나오자 그들의 적기를 빼앗으려 하고 이를 거부한 강경파와 격투했다.
격투 끝에 오스기 등 외에도 칸노 스가 등 여성 4명, 그리고 이를 막지 못한 사카이도 같이 체포되었다. 또 주위에 몰려 있던 구경꾼 중에서도 2명의 체포자가 나왔다. 칸다서로 연행된 이들은 배를 걷어차이는 등 고문을 당했다. 사회주의 운동의 지도층이 대거 구속되었기에 사회주의자들은 동요하여 경찰에 반발했다. 7월 7일에는 “오는 10일 히비야 공원에서 대회를 열고 금휘관의 복수를 하자. 준비물은 석유, 곤봉, 성냥”이라고 쓴 벽보가 발견되었다.

## 재판
8월 15일 오전 9시, 관리항거죄 및 치안경찰법 위반으로 기소된 체포 14인에 대한 재판이 도쿄지재에서 열렸다.
사카이는 적기를 깃대에 감고 귀가하려 했는데 경찰이 일방적으로 폭력을 저질렀다고 주장했다. 반면 사토는 스스로가 솔선해 혁명가를 제창하고 “무정부주의 만세”를 외쳤다고 인정했다. 오스기는 매복한 경찰이 적기를 빼앗으려 했기에 “이유없이 소유권을 박탈함은 강도이다”라고 주장하며 싸운 취지를 주장했다.
오스기의 아내 등을 증인으로 소환한 2차 공판은 8월 22일에 열렸고, 판결심은 8월 29일에 내려졌다. 무죄가 선고된 카미카와와 칸노는 9월 1일에, 집행유예가 된 토쿠나가와 코구레는 9월 4일에 출옥했지만 오스기는 금고 2년 6개월과 벌금 25엔, 사카이와 모리오카는 금고 2년 및 벌금 20엔 등이 부과되었다.
이후 당사자들이 나중에 밝힌 바에 따르면 적기를 든 것은 온건파에 대한 시위행동에 불과했고, 별다른 처벌을 받지 않을 것이라 생각한 낙관론에 의한 것이었다고 한다. 하지만 현실은 그들의 낙관을 배신했다.

## 영향
사건 발생 5일 후인 6월 27일 사이온지는 내무대신 하라 타카시 등에게 사의를 표명했고, 7월 4일 내각이 총사퇴했다. 경기악화 등 큰 불안요소가 있었지만 5월 실시된 중의원선거에서 여당인 정우회가 역사적 대승을 거두었음에도 내각이 사퇴한 것은 여러 가지로 뒷말을 불러일으켰다. 표면상 이유는 건강 때문이었지만, 야마가타 아리토모가 “사회주의에 대한 융화책에 의해 발생한 사건이며 이것은 사이온지 내각의 실책”이라고 천황에게 주상한 것이 직접적 원인으로 알려져 있다.
사회당 강경파의 영수인 코토쿠는 사건 발생시 고향 고치현에 내려가 있었기에 난을 피했지만 사건을 인지하자 즉시 상경하여 세력 재건에 골몰했다. 그 결과 무정부주의 및 그에 가까운 사람들이 사회주의 운동의 주류를 차지하게 되었다. 사이온지 내각 이후 성립된 제2차 가쓰라 내각의 단속 강화에도 코토쿠 세력의 흐름은 박차를 가했고, 결국 당국은 1910년 코토쿠 대역사건으로 코토쿠 등을 사법살인한다.

## 같이 보기
- 가쓰라 다로